# Mechoui

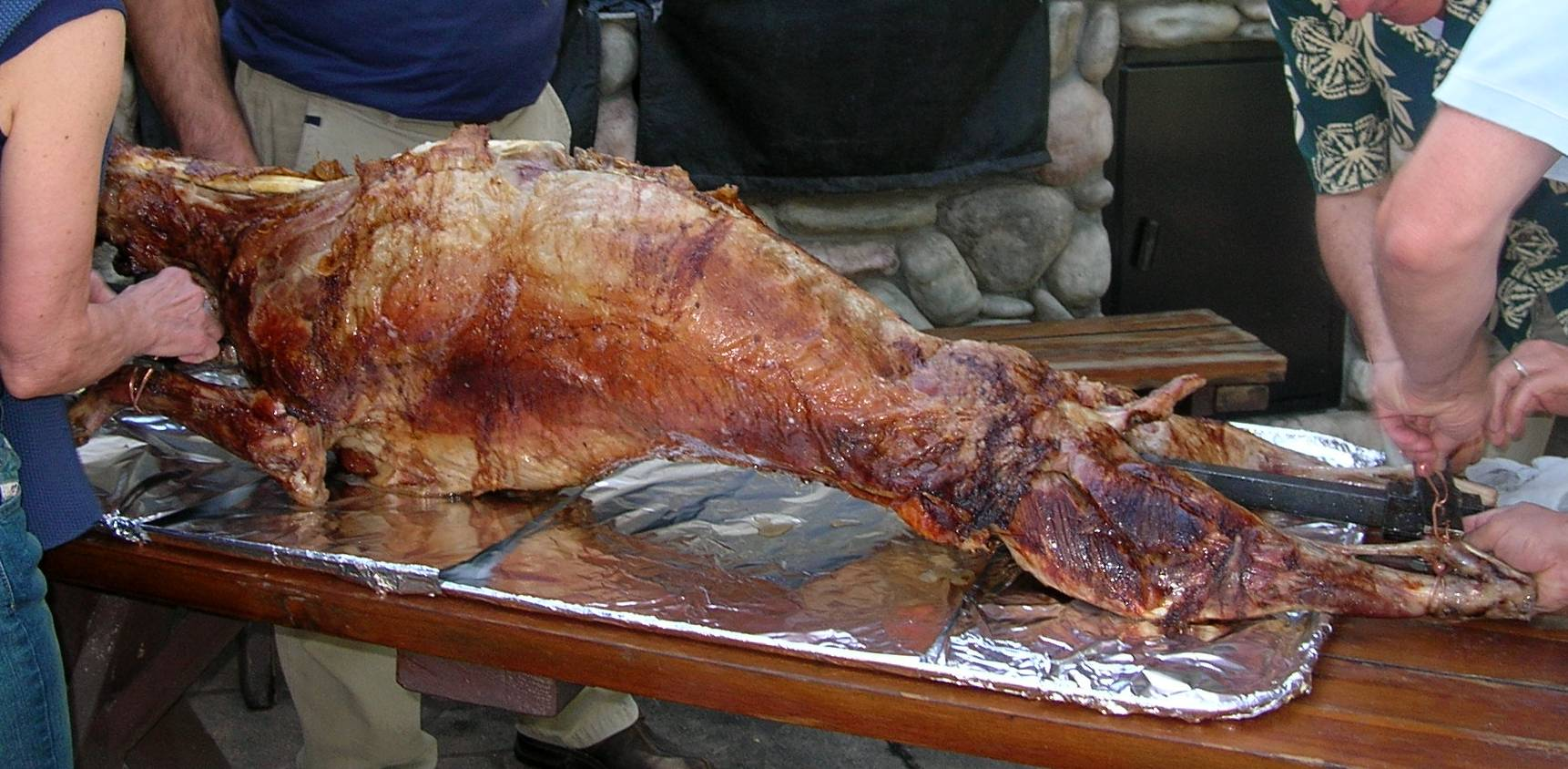
Mechoui (jagnięcina pieczona na otwartym ogniu)

Mechoui - baran pieczony w całości nad ogniskiem lub w dole ziemnym, podawany tradycyjnie w Maroku i Tunezji. Mechoui podawane jest podczas uroczystości rodzinnych. Danie jedzone jest bezpośrednio rękoma, z dodatkiem soli i kminu.